# Martin-Luther-Kirche (Eltendorf)

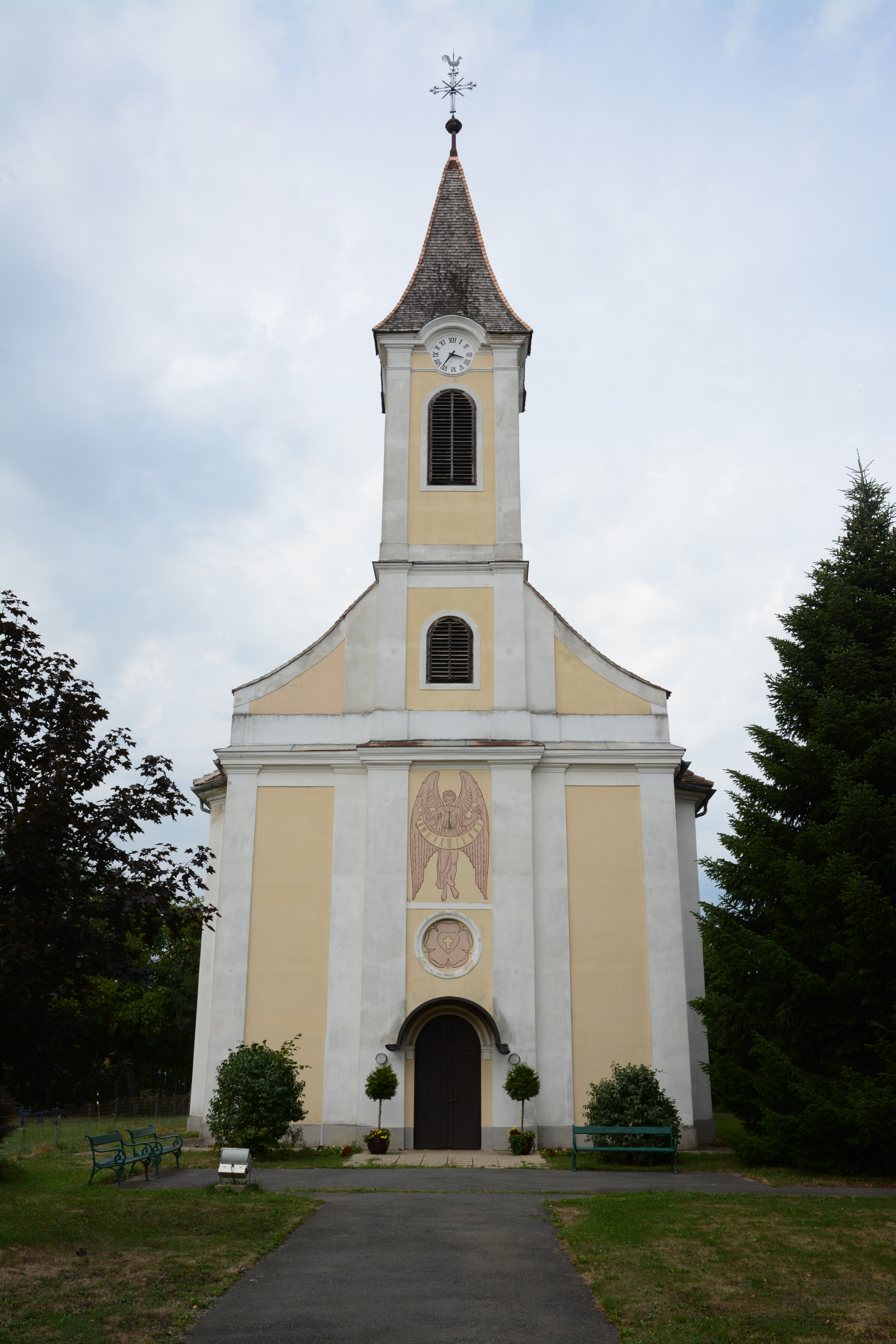
Evangelische Pfarrkirche in Eltendorf

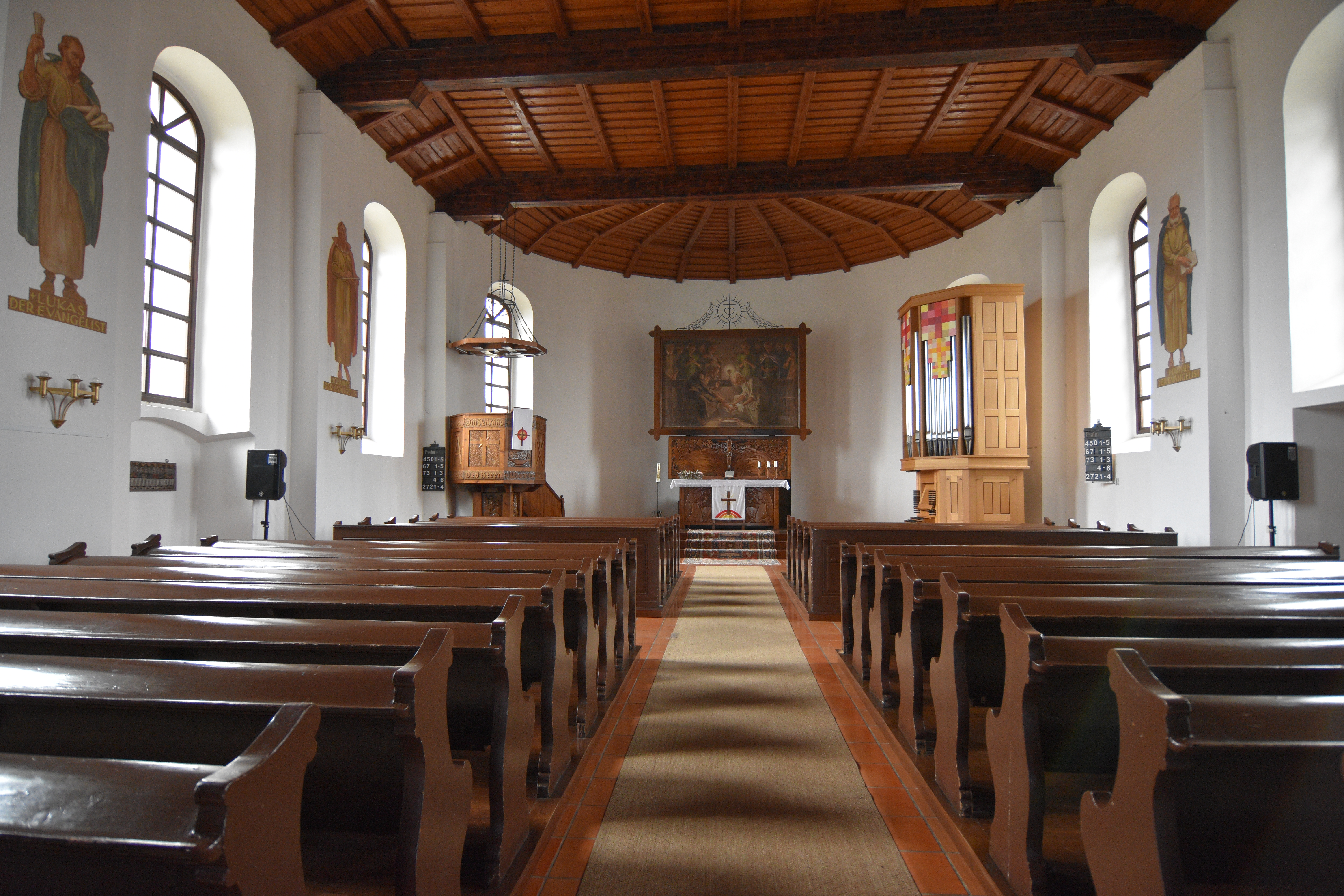
Der Innenraum der Kirche

Die evangelisch-lutherische Martin-Luther-Kirche steht in der Gemeinde Eltendorf im Bezirk Jennersdorf im Burgenland. Die Kirche gehört zur Superintendentur A. B. Burgenland und steht unter Denkmalschutz.

## Geschichte
Die evangelische Pfarre wurde 1783 gegründet. 1791 wurde die Pfarrkirche erbaut und 1794 geweiht. Nach einem Artillerietreffer im Jahr 1945 musste sie wiederaufgebaut werden und wurde erst 1948 neu eingeweiht. 1978/1979 wurde die Kirche restauriert.

## Architektur
Die einschiffige Saalkirche hat südlich einen Fassadenturm mit einem Spitzhelm. Das Langhaus hat eine Flachdecke.

## Ausstattung
Die Täfelung und Einrichtung zeigt sich mit dunkel gebeiztem Holz und ist teils geschnitzt. Die Orgel wurde im Jahre 2008 von Christoph Enzenhofer gefertigt und weist 20 Register, verteilt auf zwei Manuale und Pedal, auf.